# 35 Cygni
35 Cygni, som är stjärnans Flamsteed-beteckning, är en dubbelstjärna belägen i den södra delen av stjärnbilden Svanen. Den har en genomsnittlig skenbar magnitud på ca 5,18 och är svagt synlig för blotta ögat där ljusföroreningar ej förekommer. Baserat på parallaxmätning inom Hipparcosuppdraget på ca 1,0 mas, beräknas den befinna sig på ett avstånd på ca 3 200 ljusår (ca 1 000 parsek) från solen. Den rör sig närmare solen med en heliocentrisk radialhastighet av ca -20 km/s.

## Egenskaper
Primärstjärnan 35 Cygni A är en gul till vit superjättestjärna av spektralklass F6 Ib, som har förbrukat dess förråd av väte i kärnan och genererar energi genom termonukleär fusion av tyngre element i dess kärna. Den har en massa som är ca 10 solmassor, en radie som är ca 51 solradier och utsänder ca 7 100 gånger mera energi än solen från dess fotosfär vid en effektiv temperatur av ca 6 400 K.
35 Cygni är en enkelsidig spektroskopisk dubbelstjärna med en omloppsperiod av 2 440 dygn (över 6 år). Följeslagaren kan inte ses direkt, och dess spektrallinjer kan inte heller identifieras, men det totala spektrumet kan matchas med en kombination av en superjätte av spektraltyp F4 och en mindre ljusstark stjärna av spektraltyp B6.5.
35 Cygni är en misstänkt variabel, som varierar mellan visuell magnitud +5,13 och 5,29 utan någon fastställd periodicitet. Gula och gulvita superjättar brukar ofta vara klassiska cepheider, men 35 Cygni verkar inte tillhöra denna typ av variabel.